# Patricia Vanzella
Patricia Vanzella é pianista e membro do corpo docente do Centro de Matemática, Computação e Cognição da Universidade Federal do ABC, onde atua na área da Neurociência Cognitiva da Música.

## Educação
Graduou-se em Música, em 1985, pela Escola de Comunicações e Artes da Universidade de São Paulo, onde estudou com o pianista Gilberto Tinetti. De 1986 a 1988, aperfeiçoou-se com o pianista Kornél Zempléni na Academia Superior de Música Franz Liszt (Budapeste - Hungria) e, em 2005, concluiu doutorado em Piano/Música de Câmara pela Catholic University of America (Washington, DC - EUA), onde esteve sob a orientação da pianista Marilyn Neeley. Em 2010, realizou pós-doutorado no Programa de Pós-Graduação em Engenharia da Informação na Universidade Federal do ABC durante o qual realizou pesquisa sobre percepção de tons em indivíduos com ouvido absoluto.

## Carreira
Apresentou-se como solista com orquestras sinfônicas brasileiras (como a Orquestra Sinfônica do Estado de São Paulo, Orquestra Sinfônica da USP, Orquestra Sinfônica do Teatro Nacional Claudio Santoro, entre outras) e grupos de câmara em salas de concerto nas Américas, Europa e Ásia. Foi docente do Departamento de Música da Universidade de Brasília de 1993 a 2014.
Desde 2015, integra o corpo docente do Centro de Matemática, Computação e Cognição da Universidade Federal do ABC, onde implementou e coordena o grupo ‘NEUROMÚSICA UFABC’ - time interdisciplinar de pesquisadores que têm como objetivo entender como seres humanos percebem, produzem e reagem emocionalmente à música.
Tem realizado palestras no Brasil e no exterior e publicado em periódicos científicos de relevância internacional, em colaboração com pesquisadores de instituições brasileiras e estrangeiras.
É membro da diretoria da Associação Brasileira de Cognição e Artes Musicais (gestão 2020-2023).
Paralelamente às atividades de pesquisa, dedica-se a divulgar o conhecimento acadêmico-científico por meio de entrevistas, participação em podcasts e realização de ações educativas e culturais, como os Concertos Sinápticos e o ciclo de palestras Conversas Neuromusicais.